# Machmud Omarow
Machmud Bedaluly Omarow (kasachisch Махмұд Бедалұлы Омаров, russisch Махмуд Бедалович Умаров Machmud Bedalowitsch Umarow; * 10. September 1924 in Alma-Ata, Turkestanische ASSR; † 25. Dezember 1961) war ein kasachischer Sportschütze, der für die Sowjetunion aktiv war.

## Erfolge
Machmud Omarow nahm an zwei Olympischen Spielen in der Disziplin mit der Freien Pistole teil. Bei den Olympischen Spielen 1956 in Melbourne erzielte er 556 Punkte und belegte damit wie Pentti Linnosvuo den ersten Platz. Im Stechen setzte sich Linnosvuo mit 26 zu 24 gegen Omarow durch, sodass dieser die Silbermedaille vor dem drittplatzierten Offutt Pinion gewann. 1960 beendete er den Wettbewerb in Rom mit 552 Punkten auf dem zweiten Rang hinter Olympiasieger Alexei Guschtschin, punktgleich mit Yoshihisa Yoshikawa. Dieses Mal behielt Omarow im Stechen die Oberhand, er gewann das Duell mit 26 zu 20 und erhielt so erneut die Silbermedaille.
Bereits 1954 wurde er in der Mannschaftskonkurrenz mit der Großkaliberpistole Weltmeister. Vier Jahre darauf sicherte er sich in Moskau mit der Freien Pistole sowohl im Einzel- als auch im Mannschaftswettbewerb den Titelgewinn und belegte zudem mit der Großkaliberpistole den zweiten Rang mit der Mannschaft. 1955 wurde er in Bukarest im Einzel mit der Großkaliberpistole Europameister.